# Heser malefactor
Espèce
Heser malefactor est une espèce d'araignées aranéomorphes de la famille des Gnaphosidae.

## Distribution
Cette espèce est endémique du Kazakhstan. Elle se rencontre dans l'oblys d'Almaty vers Chundzha à 650 m d'altitude.

## Description
Le mâle holotype mesure 4,53 mm et la femelle paratype 3,63 mm

## Publication originale
- Tuneva, 2004 : A contribution on the gnaphosid spider fauna (Araneae: Gnaphosidae) of east Kazakhstan. European Arachnology 2003 (Proceedings of the 21st European Colloquium of Arachnology, St.-Petersburg, 4-9 August 2003). Arthropoda Selecta, Special Issue, vol. 1, p. 319-332 (texte intégral).